# Saint Marie Road
Saint Marie Road es una localidad de Santa Lucía que forma parte del distrito de Micoud.